# Piotaturus alvecaudatus
Piotaturus alvecaudatus är en kvalsterart som beskrevs av Cook 1983. Piotaturus alvecaudatus ingår i släktet Piotaturus och familjen Aturidae. Inga underarter finns listade i Catalogue of Life.